# Ik Jan Cremer
Ik Jan Cremer is een roman van de Nederlandse schrijver en beeldend kunstenaar Jan Cremer.

## Achtergrond
De roman bestond oorspronkelijk uit een tweeluik. Het eerste deel kwam in 1964 uit en het tweede, Ik Jan Cremer: Tweede Boek in 1966. De publicaties zorgden voor veel controverse, waardoor Cremer al snel grote bekendheid verkreeg.
Het is een moderne schelmenroman, gepresenteerd als een autobiografie, gebaseerd op persoonlijke ervaringen van de auteur. Vooral de expliciete beschrijving van seksuele belevenissen in het eerste deel zorgde voor opschudding.
Het (tweedelige) boek werd door de literaire critici unaniem verguisd, vanwege het vermeend ontberen van literaire kwaliteit, maar bereikte een voor Nederland ongekend hoge oplage en zorgde voor een internationale doorbraak van de auteur als schrijver en beeldend kunstenaar.
De schrijver Willem Frederik Hermans typeerde het boek als 'een bandeloze ontploffing tussen autobiografie en mythomanie. Ik heb zijn boek in één ruk uitgelezen.'
In 2008 verscheen, 44 jaar na zijn eerste boek, Ik Jan Cremer: Derde Boek. Daarin beschrijft de schrijver de keerzijde van het succes dat zijn eerste twee boeken hem brachten.

## Publicatiegeschiedenis boeken 1 en 2
Binnen één week was in 1964 de eerste druk van vijfduizend exemplaren uitverkocht. In mei 1965 waren er al 180.000 exemplaren verkocht.
Beide boeken verschenen als 'literaire reuzenpockets' bij De Bezige Bij. De boeken beleefden vele drukken, de 52ste druk verscheen in 2008. Reeds bij de eerste druk stond op de omslag van het eerste boek op voorhand met grote letters vermeld: "Een Onverbiddelijke Bestseller!!".  Het werd in vele talen vertaald, onder andere in het Engels en het Duits.
In latere uitgaven zijn beide boeken vaak in één band samengevoegd.

## Bewerkingen
In 1985 werd de roman door Lennaert Nijgh en Gerard Stellaard door een stichting vanuit de Groningse Oosterpoort en Stadsschouwburg bewerkt tot de rockmusical Ik Jan Cremer. De uitvoering kostte veel meer gemeenschapsgeld dan vooraf was begroot. Dit kostte de Groningse CDA-wethouder A.J. Berger zijn functie omdat hij dit niet aan de gemeenteraad had gemeld. De musical kreeg slechte recensies en werd geen succes.